# Салов Валерій Борисович
Валерій Борисович Салов (нар. 26 травня 1964, Вроцлав) — російський шахіст, гросмейстер від 1986 року.

## Життєпис
Навчився грати в шахи у вісім років. Займався в шаховій школі Ленінградського Палацу піонерів. Серед його тренерів — Віктор Шерман, Володимир Зак, Юхим Столяр, Павло Кондратьєв, Михайло Пукшанський і Сергій Іонов. Закінчив економічний факультет Ленінградського державного університету. Виступав за команду спортивного товариства «Буревісник». Майстер спорту СРСР від 1979 року.
Посів третє місце на чемпіонаті СРСР серед юнаків в особистому заліку (Даугавпілс, 1979). Переможець чемпіонату світу з шахів серед кадетів до 17 років (Гавр, 1980). На чемпіонаті світу серед юніорів до 20 років фінішував другим (Бельфор, 1983). На молодіжних чемпіонатах Європи: Гронінген (1981/82) — 4-те; Гронінген (1983/1984) — 1-ше місце. На Всесоюзному турнірі молодих майстрів (Юрмала, 1983) — 2-5-те місця. Від 1984 року міжнародний майстер, 1986-го став гросмейстером.
Поділив 1-2-ге місця на 54-му чемпіонаті СРСР (Мінськ, 1987). За підсумками додаткового матчу у Вільнюсі золоту медаль здобув Олександр Бєлявський. На наступному чемпіонаті СРСР у Москві поділив 3-4-те місця з Артуром Юсуповим. У складі збірної СРСР став переможцем командного чемпіонату Європи (Хайфа, 1989). На міжнародних турнірах: меморіал Котова (1984) — 2-ге; Рейк'явік (1986) — 2-8-ме; турнір, присвячений 70-річчю революції (Ленінград, 1987) — 3-6-те; Кубок світу (Брюссель, 1988) — 2-ге, (Барселона, 1989) — 3-тє; Лінарес (1990) — 3-тє; Амстердам (1991) — 1-2-ге; Вейк-ан-Зеє (1992) — 1-2-ге; турнір на честь 60-річчя Лева Полугаєвського (Буенос-Айрес, 1994) — 1-ше; Вейк-ан-Зеє (1997) — 1-ше; Дос-Ерманас (1997) — 3-4-те місця.
Неодноразово брав участь у відбіркових циклах чемпіонатів світу. На міжзональному турнірі в Сіраку (1987) поділив 1-2-ге місця з Йоханом Х'яртарсоном і здобув право на участь у матчах претендентів. У першому матчі зустрівся з Яном Тімманом (Сент-Джон, 1988) і програв йому з рахунком 2,5:3,5 (+0, -1, =5). Наступний міжзональний турнір у Манілі (1990) був змушений залишити у зв'язку з хворобою. На міжзональному турнірі в Білі (1993) поділив 2-9-ге місця, пропустивши вперед лише Бориса Гельфанда. У матчах претендентів обіграв Олександра Халіфмана (Вейк-ан-Зеє, 1994) і Тіммана (Сангінагар, 1994), потім у півфіналі поступився Гаті Камському (Сангінагар, 1995).
Як секундант допомагав Анатолію Карпову, пізніше — Олексію Широву. Тренував жіночу збірну Індії під час Олімпіади 2000.
1992 року Салов переїхав у Іспанію. Від 2000 року не бере участі в офіційних шахових змаганнях. Президент створеної в 1998 році так званої Всесвітньої ради гравців-шахістів.